# Amatlipac
Amatlipac är en ort i Mexiko.   Den ligger i kommunen Tlayacapan och delstaten Morelos, i den sydöstra delen av landet, 50 km söder om huvudstaden Mexico City. Amatlipac ligger 1 781 meter över havet och antalet invånare är 641.
Terrängen runt Amatlipac är kuperad åt sydost, men åt nordväst är den bergig. Terrängen runt Amatlipac sluttar söderut. Runt Amatlipac är det ganska tätbefolkat, med 230 invånare per kvadratkilometer. Närmaste större samhälle är Cuautla Morelos, 19,6 km söder om Amatlipac. I omgivningarna runt Amatlipac växer huvudsakligen savannskog.